# Vadim Werbitzky
Vadim Werbitzky (russisch Вадим Викторович Вербицкий Wadim Wiktorowitsch Werbizki; * 29. Mai 1961 in München) ist deutsch-russischer Komponist.

## Leben
Vadim Werbitzky wurde 1961 in München geboren. Ersten Musikunterricht erhielt er im Alter von sieben Jahren, zunächst Klavierunterricht, später Orgelunterricht. Im Alter von dreizehn Jahren schrieb er seine ersten Kompositionen. Nach dem Abitur studierte er von 1982 bis 1992 an den Fakultäten für Mathematik, Informatik, Theologie und Philosophie der Ludwig-Maximilians-Universität München und der Technischen Universität in München. Seine eigenständige Beschäftigung mit Komposition führte er während dieser Zeit fort. Einen Wendepunkt stellte seine Bekanntschaft mit Edison Wassiljewitsch Denissow dar, der ihn in seine Klasse in die Pariser Schola Cantorum einlud. Als weiterer Meilenstein im Werdegang des Komponisten folgte die Begegnung mit dem Musikwissenschaftler und Komponisten Alexander Iwanowitsch Rowenko.
Trotz der ausgeprägt zeitgenössischen Musiksprache seiner Kompositionen ist der Einfluss der Polyphonie, der frühen kirchlichen Monodie, verschiedener volksmusikalischer Traditionen sowie des indonesischen Gamelan deutlich.
2012 initiierte Vadim Werbitzky das Projekt Zeitlose Musik in Karlsruhe mit speziell gestalteten Konzert-Programmen, um ein breiteres Publikum zu erreichen. Daraus entstand zwei Jahre später das Karlsruher Ensemble Zeitlose Musik.
2022 hat er unter dem Titel 300 Jahre Flötenmusik in Karlsruhe Werke über die Stadtgründungsgeschichte komponiert.

## Werke
Das Schaffen von Vadim Werbitzky umfasst Werke für Soloinstrumente, Duette, Trios, Quartette, Quintette, Sextette, Werke für große konzertierende Ensembles, Hymnen, Madrigale, Kantaten mit Solisten und Chor, Orchesterwerke sowie Transkriptionen.
- Karlsruher Jubiläumskonzert für Flöte, Klarinette und Kammerorchester (2015)
- Interaktive Musikalische Echtzeit-Predigt (2015)
- Querstrom, Quintett für Flöte, Klarinette, Viola, Kontrabass und Klavier (2014)
- Krim-Trio für Flöte, Violine und Klavier (2007)
- Karls Stadtträume für Flöte, Violine und Cembalo (2015)
- Superare La Distanza für Piccoloflöte (2022)